# 機械木工技能士
機械木工技能士（きかいもっこうぎのうし）とは、国家資格である技能検定制度の一種で、都道府県知事（問題作成等は中央職業能力開発協会、試験の実施等は都道府県職業能力開発協会）が実施する、機械木工に関する学科及び実技試験に合格した者をいう。
なお職業能力開発促進法により、機械木工技能士資格を持っていないものが機械木工技能士と称することは禁じられている。

## 級別
1級、2級の別がある。

## 実技作業試験内容（数値制御ルータ作業）
- 1級：数値制御(NC)ルータで製品を製作するためのプログラムシート及びNCデータの作成並びに吸着治具の製作図の作成を行う。試験時間＝3時間40分
- 2級：数値制御(NC)ルータで製品を製作するためのプログラムシート及びNCデータの作成を行う。試験時間＝2時間40分